# マルティン・ペルフェクト・デ・コス

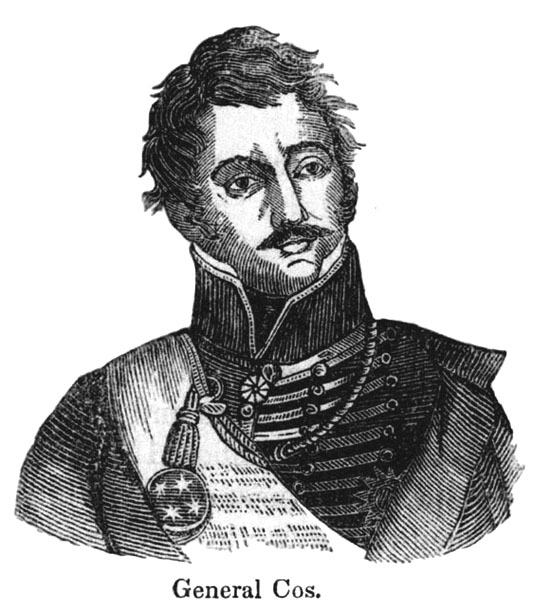
マルティン・ペルフェクト・デ・コス

マルティン・ペルフェクト・デ・コス（Martín Perfecto de Cos, 1800年 – 1854年）は、19世紀のメキシコ軍の将軍。

## 背景
コスはベラクルスで生まれた（現在の ベラクルス州ベラクルス）。彼はメキシコ軍将軍の地位にまで到達し、1835年から1836年の（後のテキサス共和国となる）反体制のメキシコのコアウイラ・イ・テハス州に対する戦役に参加した。

## 軍歴
コスは1835年7月にテハスの軍隊の司令官に任命され、あらゆる反体制の民間人の武装を解くためにそこに派遣された。1835年9月21日、彼はテキサスに到着した。コスは10月1日にゴリアド（w:Goliad, Texas）の町へ進撃し、そしてサンアントニオ・デ・ベハルへと移動した。コスはウィリアム・トラヴィス他、すべての反乱の指導者たちの逮捕を命じた。サンアントニオで一度、コスはスティーブン・オースティン率いるテキサス軍部隊に攻撃された。町はテキサス軍に包囲された。コスはサンアントニオの町をあきらめ武器をテキサス軍に明け渡し、テキサスから去り始めた。包囲戦中のメキシコの損失はおよそ150名であった。南への進軍中、彼はラレドで、反乱を鎮圧するべく北へと進軍するサンタ・アナの軍隊に偶然ばったり会った。

## アラモ砦
コスはサンアントニオに戻り、1836年3月6日、300人のメキシコ軍兵士の縦隊を率いてアラモ砦の北西の角に向かった。最終的に、コスの軍はアラモの北壁を破った。

## サンジャシント
1836年4月21日、サンジャシントの戦いの直前、コスはサンタ・アナのための500名以上の補強部隊とともに到着した。シドニー・シャーマン（w:Sidney Sherman）とエドワード・バールソン（w:Edward Burleson）の両大佐率いるテキサス志願兵部隊による協同攻撃によって彼の大隊が粉砕され完敗した後、同じ日に彼は捕虜となった。サンタ・アナが正式に彼の軍を降伏し条件に合意した時点で、コスはサム・ヒューストン将軍に釈放され、その後彼は生残者を率いてメキシコへ戻った。彼は軍に残ったが、彼の影響は徐々に薄れた。
米墨戦争中、コスはトゥスパンの駐屯地を担当したが、アメリカ軍との戦闘で重要な役割は果たさなかった。

## 参照
- Davis, William C.; Lone Star Rising-The Revolutionary Birth of the Texas Republic; Free Press; ISBN 0-684-86510-6
- Roberts, Randy & Olson, James S.; A Line in the Sand-The Alamo in Blood and Memory; Simon & Schuster; ISBN 0-7432-1233-9